# Donald P. McLennan
Donald P. McLennan (* 1940  in Ottawa, Ontario) ist ein ehemaliger kanadischer Botschafter.

## Leben
Donald P. McLennan ist Bachelor ehrenhalber der Universität Laval und wurde 1970 Master der Betriebswirtschaft der University of Alberta. 1971 war er Assistant Trade Commissioner in Hongkong. 1986 war er Botschaftsrat in Bern. Am 15. Dezember 1993 wurde er zum Botschafter in Teheran ernannt. Am 11. August 1999 wurde er zum Botschafter in Minsk ernannt, wo er am 1. Dezember 1999 akkreditiert wurde. Am 16. August 1999 wurde er zum Botschafter in Warschau ernannt, wo er vom 11. Oktober 1999 bis 20. August 2002 akkreditiert war. Am 2. Juli 2002 wurde er zum Botschafter in Belgrad ernannt, wo er am 10. September 2002 akkreditiert wurde. Am 22. Dezember 2003 wurde er zum Botschafter in Skopje ernannt, wo er am 18. Januar 2004 akkreditiert wurde. 2005 wurde er in den Ruhestand versetzt.